# الاحتباس الحراري في السودان

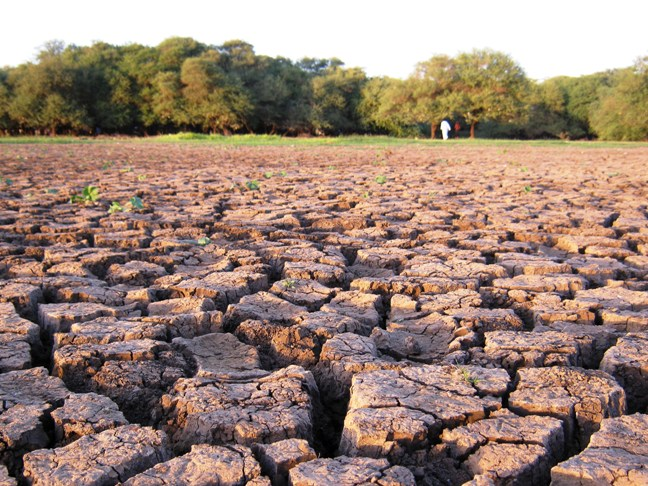
ظروف الجفاف بالقرب من الخرطوم.

وفي السودان، يتسبب الاحتباس الحراري في ارتفاع درجات الحرارة، وانخفاض هطول الأمطار، والتصحر. ويفرض تحديات كبيرة على الزراعة البعلية وبالتالي على الاقتصاد برمته. يشير تحليل أنماط الطقس إلى أن ظروف الجفاف وغيرها من الأحوال الجوية القاسية زادت في السودان خلال القرن العشرين.
شهدت ولاية النيل الأزرق تأثيرات كبيرة من الاحتباس الحراري، كونها واحدة من أسرع المناطق ارتفاعًا في درجات الحرارة في السودان. منذ السبعينيات، ارتفعت درجات الحرارة بمقدار درجة واحدة مئوية (1.8 درجة فهرنهايت) كل عام. وأيضاً انخفاض في هطول الأمطار لمدة 30 عامًا، وقد لوحظ استنزاف المياه الجوفية في ود الماحي، كما أدت الفيضانات الموسمية من النيل الأزرق والجداول الأخرى إلى تفاقم الظروف البيئية. وقد تفاقم التدهور البيئي بسبب الإفراط في قطع الأشجار لإنتاج الفحم والتعامل غير السليم مع النفايات السائلة والصلبة.

## روابط خارجية
- السودان في البوابة المعرفية للاحتبا الحراري التابعة للبنك الدولي